# Мартинайтис, Марцелиюс
Марце́лиюс Теодорас Мартина́йтис (лит. Marcelijus Teodoras Martinaitis; 1 апреля 1936, деревня Пасербентис Расейняйского района — 5 апреля 2013, Вильнюс) — литовский поэт, литературовед, эссеист, переводчик; лауреат Национальной премии Литвы по культуре и искусству (1998); брат композитора Альгирдаса Мартинайтиса.

## Биография
В Каунасе получил профессию техника. Окончил Вильнюсский университет по специальности «литовский язык и литература» (1964). Работал в различных газетах и журналах. В 1980—2001 года работал на кафедре литовской литературы Вильнюсского университета и преподавал в  фольклор и некоторые курсы по литовской литературе; доцент Вильнюсского университета.
В 1988 году был одним из членов инициативной группы Саюдиса, в 1988—1990 годах состоял в его руководстве (член совета Сейма Саюдиса). В 1989 году был избран народным депутатом СССР. В 1992—1997 годах возглавлял комитет Национальных премий по культуре и искусству Литвы. Был председатель совета Национального радио и телевидения Литвы (2000—2003).
Жил и работал в Вильнюсе. В день своего рождения поэт перенёс инсульт и был тяжёлом состоянии помещён в Сантаришкскую клинику. 5 апреля 2013 года Марцелиюс Мартинайтис в возрасте 77 лет умер.  Похоронен на Антакальнисском кладбище.

## Литературная деятельность
Дебютировал в печати в 1955 году. Первая книга стихотворений „Balandžio sniegas“ («Апрельский снег»; 1962). Опубликовал множество эссе на различные темы, издал свыше десяти поэтических сборников, также пьесы для кукольного театра и несколько сборников эссеистики. Особенно известны «Баллады Кукутиса»; исполнялись популярным актёром и певцом Витаутасом Кярнагисом и переведены на другие языки. На русский язык стихи Мартинайтиса, включая баллады Кукутиса, переводили Александр Давыдов, Г. И. Ефремов, Давид Самойлов, Л. В. Шерешевский.
Поэзия и отдельные статьи переведены на немецкий, чешский, венгерский, румынский, словенский, хорватский, итальянский, французский, испанский, португальский, хинди, грузинский, армянский, белорусский и другие языки.

## Награды и звания
За сборник „Debesų laiptais“ («По лестнице облаков») награждён премией Комсомола Литвы (1967). Лауреат Весны поэзии (1975), а также Государственной премии Литовской ССР (1984), Ятвяжской премии  (1998), Национальной премии Литвы по культуре и искусству (1998), премии Балтийской Ассамблеи по литературе (2007), литературной премии Института литовской литературы и фольклора, премии Жемайте (обе 2010). Награждён памятной медалью Габриеле Петкевичайте-Бите (2012).
Офицер ордена Великого князя Литовского Гядиминаса (1995).

## Память
В 2014 году публичной библиотеке в Расейняй было присвоено имя Марцелиюса Мартинайтиса. 29 октября 2021 года в Вильнюсском университете (во дворе Сарбевия) была открыта мемориальная плита с барельефом поэта и учёного. Автор мемориальной плиты Миндаугас Юнчис.

## Издания
- Balandžio sniegas: eilėraščiai. Vilnius: Valstybinė grožinės literatūros leidykla, 1962
- Debesų laiptais: eilėraščiai. Vilnius: Vaga, 1966
- Saulės grąža: eilėraščiai. Vilnius: Vaga, 1969
- Akių tamsoj, širdies šviesoj: eilėraščiai. Vilnius: Vaga, 1974
- Kukučio baladės: eilėraščiai. Vilnius: Vaga, 1977

Kukučio baladės: eilėraščiai. 2-asis papildytas leidimas. Vilnius: Vaga, 1985
Kukučio baladės: eilėraščiai. Vilnius: Vaga, 1986. 155 pp. 3-iasis leidimas.
- Poezija ir žodis. Vilnius: Vaga, 1977
- Tie patys žodžiai: eilėraščiai. Vilnius: Vaga, 1980
- Vainikas: rinktinė. Vilnius: Vaga, 1981
- Toli nuo rugių: eilėraščiai. Vilnius: Vaga, 1982
- Atmintys: lyrika. Vilnius: Vaga, 1986

Atmintys: lyrika. 2-asis leidimas. Vilnius: Lietuvos rašytojų sąjungos leidykla, 1995
- Amžinas tiltas: eilėraščiai. Vilnius: Vyturys, 1987
- Gailile raso: poezija. Vilnius: Vaga, 1990
- Papirusai iš mirusiųjų lapų: publicistika. Vilnius: Lietuvos rašytojų sąjungos leidykla, 1992
- Atrakinta: eilėraščiai. Vilnius: Lietuvos rašytojų sąjungos leidykla, 1996
- Prilenktas prie savo gyvenimo: esė. Vilnius: Vyturys, 1998
- Sugrįžimas: eilėraščių rinktinė. Vilnius: Tyto alba, 1998
- Laiškai Sabos karalienei: esė. Vilnius: Tyto alba, 2002. 333 pp.
- Lietuviškos utopijos: tekstai. Vilnius: Tyto alba, 2003. 210 pp.
- Pareisiu su paukščiais: eilėraščiai. Vilnius: Tyto alba, 2002. 153 pp.
- Tolstantis: eilėraščiai. Vilnius: Lietuvos rašytojų sąjungos leidykla, 2002. 63 pp
- K. B. įtariamas: eilėraščiai. Vilnius: Lietuvos rašytojų sąjungos leidykla, 2004

## Публикации на русском языке
- Порог: Стихи/ Перевели с литовского Д.Самойлов и Г.Ефремов. Вильнюс: Вага, 1981. 142 с.
- Баллады Кукутиса. Стихи. Перевод с литовского. Москва: Советский писатель, 1983. 192 с.
- Kukučio baladės / Баллады Кукутиса. С параллельным литовским и русским текстом. Москва: Baltrus, 2003. 128 с. ISBN 5-98379-003-X
- Вчера и всегда: Избранное. Vilnius: liTTera, 2013